# Lý Sư Đạo
Lý Sư Đạo (chữ Hán: 李師道, ? - 8 tháng 3 năm 819), người gốc Cao Ly, là Tiết độ sứ Bình Lư (平盧) dưới thời nhà Đường trong lịch sử Trung Quốc. Ông kế nhiệm người anh trai của mình là Lý Sư Cổ, cai trị Bình Lư một cách độc lập với triều đình Đường, tham gia hỗ trợ các trấn tạo phản trong giai đoạn 806 - 817. Khi Tiết độ sứ Chương Nghĩa Ngô Nguyên Tế bị tiêu diệt, ông xin cắt đất 3 châu để tránh sự thảo phạt của nhà Đường, nhưng cuối cùng nuốt lời, vì thế Đường Hiến Tông cử quân thảo phạt Bình Lư. Năm 819, Lý Sư Đạo bị tướng dưới quyền Lưu Ngộ giết chết để đầu hàng triều đình.

## Thân thế và cuộc sống ban đầu
Không rõ Lý Sư Đạo chào đời khi nào. Cha ông là Lý Nạp, giữ chức Tiết độ sứ Bình Lư giai đoạn 784 - 792. Gia tộc họ Lý ở Bình Lư kể từ cha Lý Nạp là Lý Chánh Kỉ người gốc Cao Ly năm 765. Chánh Kỉ kết thông gia với Tiết độ sứ Thành Đức Lý Bảo Thần, lấy con gái Bảo Thần cho Lý Nạp, sau đó sinh ra Lý Sư Đạo. Khi Lý Nạp chết vào năm 792, người anh khác mẹ của ông là Lý Sư Cổ lên làm Tiết độ sứ.
Lúc Lý Sư Cổ làm Tiết độ sứ thì Lý Sư Đạo bị cử làm quan lại địa phương và liên tục bị đổi đất trấn nhậm, tiền bạc chi dùng của Sư Đạo cũng bị cắt xén. Sư Cổ giải thích rằng ông làm như vậy cốt là để cho Sư Đạo thấu hiểu đối với nỗi khổ của trăm họ. Vào đầu năm 806, Lý Sư Cổ bệnh nặng, thì Lý Sư Đạo đang giữ chức thứ sử Mật châu. Sư Cổ hỏi ý các tướng dưới quyền là Cao Mộc và Lý Công Độ về người sẽ kế nhiệm mình, nhưng họ không trả lời. Sư Cổ đoán biết hai người này ủng hộ Sư Đạo, tỏ ý không đồng tình và cho rằng Sư Đạo là kẻ thiếu năng lực, suốt ngày chỉ lo chơi tranh và đá cầu. Không lâu sau Lý Sư Cổ qua đời, hưởng thọ 29 tuổi. Lý Công Độ và Cao Mộc làm trái di huấn của ông, cho đón Sư Đạo về Vận châu lập làm tiết độ lưu hậu.

## Cai trị thời kì đầu
Sau khi Lý Sư Đạo lên nắm quyền, Đường Hiến Tông vẫn không ban chỉ dụ công nhận ngôi vị của ông. Sư Đạo hỏi ý các tướng dưới quyền, nhiều người xin cho quân cướp bóc các vùng lân cân để gây sức ép buộc triều đình công nhận. Cao Mộc không đồng tình và đề nghị Lý Sư Đạo đem số thuế mà Lý Sư Cổ giấu giếm không dâng nộp trước kia gửi về triều để thế hiện lòng trung thành, đồng thời giao quyền độc quyền muối và dâng một khoản triều cống. Tại triều đình, tể tướng Đỗ Hoàng Thường đề nghị ép Sư Đạo dâng đất để đổi lấy sứ công nhận, nhưng khi đó triều đình nhà Đường đang phải bận đối phó với Tiết độ sứ Lưu Tịch nên chưa muốn căng sức trên nhiều mặt trận. Do đó triều đình lấy Kiến vương Lý Thẩm làm Tiết độ sứ trên danh nghĩa, còn Lý Sư Đạo làm tiết độ lưu hậu. Cuối năm đó (tháng 10 ÂL), Lý Sư Đạo chính thức được phong làm Kiểm giáo Công bộ thượng thư, Vận châu đại đô đốc phủ trưởng sử, Bình Lư Tri Thanh tiết độ phó đại sứ, tri Tiết độ sứ, Quản nội chi độ doanh điền quan sát xử trí, Lục Vận hải vận áp Tân La Bột Hải lưỡng phiên đẳng sứ. Họ Lý kể từ Chánh Kỉ đến Sư Đạo cai trị gần 60 năm, quản lý 12 châu đất Tề (ban đầu là 15), lo sợ dân chúng bất phục nên dùng luật pháp hà khắc khiến dân chúng khổ sở. Đại tướng đóng quân ở ngoài thì thê thiếp con cháu không được đem theo, nếu tướng ấy phản mình hoặc quy hàng triều đình thì toàn gia tộc trong trấn lập tức thành quỷ không đầu, do đó không ai dám làm phản. Cũng do vậy mà có thể truyền nối lâu dài, không xảy ra việc chính biến như Ngụy, Triệu. Tháng 7 năm 810 ông đã là Kiểm giáo Thượng thư hữu phó xạ.
Năm 809, một sự kiện lớn xảy ra khi hậu duệ của tể tướng thời Đường Thái Tông Ngụy Trưng là Ngụy Trù lâm vào cảnh nợ nần và bán nhà tổ để trả nợ. Lý Sư Đạo xin quyên góp tiền trả nợ cho Ngụy Trù, ban đầu nhà vua chấp thuận, mệnh Bạch Cư Dị soạn thảo chiếu thư khen ngợi. Tuy nhiên Cư Dị tâu rằng việc này là việc của triều đình cần làm, Lý Sư Đạo chỉ là phiên trấn bên ngoài, làm việc này ắt là có mưu đồ gì đây, nên nhà vua bãi đề nghị của Sư Đạo và dùng ngân khố trả nợ cho họ Ngụy.
Cũng trong năm 809, Tiết độ sứ Thành Đức Vương Sĩ Chân qua đời. Vua Hiến Tông chấp thuận cho con là Vương Thừa Tông kế tập với điều kiện dâng nạp hai trong số sáu châu đất Triệu là Đức, Lệ; tuy nhiên rốt cục Thừa Tông nuốt lời. Đường Hiến Tông rất giận, lập tức hạ chiếu kể tội và tập hợp lực lượng thảo phạt. Tuy nhiên chiến dịch lần này tỏ ra kém hiệu quả,Lý Sư Đạo nhân đó xin triều đình xá tội cho Vương Thừa Tông; cuối cùng sang năm 810, vua Đường phải cho lui quân.

## Cùng Ngô Nguyên Tế kháng mệnh
Năm 812, Tiết độ sứ Ngụy Bác Điền Quý An qua đời. Nha quân lật đổ con trai Quý An là Hoài Gián, đưa Điền Hoằng Chánh (tức Điền Hưng) lên nắm quyền, được nhà Đường công nhận. Lý Sư Đạo và Vương Thừa Tông biết Điền Hoằng Chánh trung thành với trung ương, nên đe dọa thảo phạt Ngụy Bác. Tuy nhiên tiết độ sứ Tuyên Vũ, cũng sẵn sàng giúp đỡ quân Ngụy, do đó Sư Đạo không dám làm gì.
Năm 814, Tiết độ sứ Chương Nghĩa Ngô Thiếu Dương qua đời. Vua Hiến Tông không đồng ý cho con Thiếu Dương là Ngô Nguyên Tế lên nối chức. Để tạo sức ép lên triều đình, Ngô Nguyên Tế cử quân cướp phá các vùng đất xung quanh. Hiến Tông nổi cơn thịnh nộ, lập tức ra lệnh cho các trấn cùng nhau thảo phạt Thái châu. Lý Sư Đạo cùng Vương Thừa Tông ra sức kêu xin cho Ngô Nguyên Tế nhưng nhà vua không màng tới những thỉnh cầu này. Tuy trong các trấn được lệnh ra quân đánh Thái lại không có Bình Lư, nhưng Lý Sư Đạo vẫn gửi 2000 quân đóng ở Thọ Xuân, giả tiếng hỗ trợ triều đình nhưng thực ra là giúp Ngô Nguyên Tế.
Thời điểm này Lý Sư Đạo đã kiểm soát kênh Đại Vận Hà và cả vùng Sơn Đông nhà Đường. Lý Sư Đạo bí mật nuôi mấy chục tên dũng sĩ để hộ vệ mình. Bọn chúng gợi ý cho ông hãy cử chúng đến Lạc Dương quấy phá một phen để cướp bóc lương thực, đồng thời cũng để quân triều đình phải lo lắng cho Lạc Dương và không có tâm trí để tập trung vào chiến trường Chương Nghĩa. Lý Sư Đạo chấp thuận và từ mùa hạ năm 815, nhóm giặc cướp thường được cử tới vùng phụ cận Lạc Dương cướp bóc. Tại Trường An, nhiều đại thần khuyên dừng chiến dịch đánh Sở mà tập trung bảo vệ Đông Đô, nhưng vua Hiến Tông không theo.
Bọn sát thủ lại nảy ra kế khác là hãy ám sát tể tướng Đỗ Nguyên Hoành, người chủ trương đánh Thái châu và hiện đang phụ trách việc hậu cần cho chiến dịch. Ở tỉnh Giang Tô thành lập Vũ Ninh quân (nay là Từ Châu, tỉnh Giang Tô) do Tể tướng Đỗ Nguyên Hoành chỉ thị. Đỗ Nguyên Hoành đích thân đến Dương Châu yêu cầu các thương đoàn Tân La làm quân thương cho triều đình nhà Đường, tự đột phá vòng vây của Lý Sư Đạo ở kênh Đại Vận Hà rồi vận chuyển gạo đến Trường An mà không có tiền lãi, khi nào dẹp xong Lý Sư Đạo thì triều đình sẽ ban thưởng. Lúc này thương nhân Tân La là Lý Đạo Hình và Yeom Mun đã làm quân thương cho Lý Sư Đạo ở Sơn Đông. Lý Sư Đạo bèn cử sát thủ là Yeom Mun người Tân La đến Trường An. Kết quả Đỗ Nguyên Hoành bị giết trên đường tới triều, tể tướng khác là Bùi Độ cũng suýt mất mạng. Ban đầu triều đình nhà Đường cho rằng sát thủ là do Vương Thừa Tông phái tới, nên quyết định thảo phạt Thành Đức. Sứ giả Hằng châu bị bắt giữ và tra tấn rất dã man nên khai bừa là chủ mình âm mưu giết Đỗ Nguyên Hoành. Do đó, Hiến Tông tước hết quan tước của Vương Thừa Tông, chuẩn bị thảo phạt Thành Đức. Bọn sát thủ của Lý Sư Đạo nhanh chân trốn thoát và không ai nghi ngờ ông cả. Một số đại thần lấy việc này để xin dừng đánh Sở và cách chức Bùi Độ, Hiến Tông không theo và vẫn cho Bùi Độ làm tể tướng.
Trong khi đó Lý Sư Đạo lại chuẩn bị kế hoạch tấn công vào Đông Đô Lạc Dương. Ông cử một đội quân đến bí mật đóng ở gần Lạc Dương, nói là hộ tống sứ giả của mình đến kinh. Chỉ huy đội quân này là sư Viên Tĩnh, năm đó hơn 80, từng phục vụ dưới thời Sử Tư Minh của Ngụy Yên. Kế hoạch của người Tề là cướp bóc vàng bạc châu báu trong cung điện Lạc Dương và giết một lượng lớn dân thường. Tuy nhiên bọn tiểu tướng Dương Tiến và Lý Tái Hưng đem việc này báo cho lưu thủ Lạc Dương Lã Nguyên Ưng. Nguyên Ưng liền cử quân bao vây các nơi đóng quân Bình Lư gần Đông Đô nhưng chưa tiến công. Quân Bình Lư tiến vào Lạc Dương phải băng qua một ngọn đồi ở phía nam; tại đây do thiếu lương thực, chúng bèn cướp thú săn được của một người tiều phu; do đó bọn tiều phu rất giận liền báo cho quân triều đình chỗ của quân Bình Lư. Lã Nguyên Ưng cho quân đuổi tới, hầu hết quân Bình Lư bị giết. Nguyên Ưng thẩm vấn hai tướng giặc là Ti Gia Trân và Môn Sát, do đó biết được tất cả âm mưu của Lý Sư Đạo, kể cả nguyên do thực sự về cái chết của Đỗ Nguyên Hoành. Nguyên Ưng gửi thư về triều đình, đại ý trong thư nói Lý Sư Đạo còn nham hiểm hơn cả Ngô Nguyên Tế hay Vương Thừa Tông, nếu không sớm liệu thì sẽ trễ mất. Tuy nhiên Vua Hiến Tông lúc này đã dồn hết lực lượng vào chiến trường Sở, Triệu nên không còn binh lực trong tay để đánh Tề.
Khi đó thương nhân Tân La là Jami phu nhân từ Dương Châu đến Sơn Đông gặp Lý Sư Đạo. Jami phu nhân yêu cầu Lý Sư Đạo cho bà ta quyền mở cửa tiệm ở Sơn Đông nhà Đường và vương quốc Bột Hải (đời vua Bột Hải Hi Vương), đổi lại bà ta sẽ gửi thư xin vua Tân La Hiến Đức Vương gửi viện quân Tân La giúp Lý Sư Đạo đánh triều đình nhà Đường. Lý Sư Đạo đang buôn bán với vương quốc Bột Hải của vua Bột Hải Hi Vương, nay giới thiệu thêm thương đoàn của Jami phu nhân cùng buôn bán với vương quốc Bột Hải của vua Bột Hải Hi Vương.
Lúc này có thương đoàn Tân La do Trương Bảo Cao và Trịnh Niên, Thôi Võ Xương chỉ huy chở gạo đột phá vòng vây của Lý Sư Đạo đi Trường An. Đoàn người của Trương Bảo Cao nhanh chóng phá được vòng vây của Lý Sư Đạo ở kênh Đại Vận Hà, đưa gạo cho Vương Trí Hưng chuyển đến Trường An. Lý Sư Đạo biết tin thì nổi giận, sai Yeom Mun đi bắt Trương Bảo Cao. Trương Bảo Cao bị Lý Sư Đạo bắt nhưng vượt ngục thành công.
Cuối năm 815, Lý Sư Đạo cử 9000 quân tấn công Từ châu, trị sở của trấn Vũ Ninh để đánh lạc hướng tấn công của quân trung ương. Tuy nhiên tướng Đường là Vương Trí Hưng đã đánh tan cuộc tấn công của quân Tề, giết được 2000 người, bắt 4000 con ngựa. Đến mùa thu năm 816, hai tướng Lý Quang Nhan và Ô Trọng Dận chiếm được Lăng Vân Sách của Chương Nghĩa, sắp sửa đánh vào Thái châu. Lý Sư Đạo thấy tình cảnh đó rất lo sợ nên viết thư lên triều đình với lời lẽ thành khẩn. Do triều đình không còn binh lực trong tay nên đành phải phong cho ông làm Tư không.
Lý Sư Đạo hôn dung và ngu ngốc, nên chính sự bị bọn tì tướng chiếm hết. Ông gần gũi với bọn Lý Văn Hội và Lý Anh. Nhiều vị quan trong trấn như Cao Mộc,Quách Hộ, Lý Công Độ... khuyên ông không nên chống lại vương sư, liền bị bọn Văn Hội gièm pha, kết quả là Sư Đạo giết Cao và giam cầm Quách. Trong khi đó tình hình Chương Nghĩa rất nguy kịch, Lý Sư Đạo sai sứ giả Lưu Yến Bình đến Thái châu gặp Ngô Nguyên Tế bàn kế sách. Yến Bình phải lẩn tránh lực lượng triều đình rất vất vả mới đến được đất Sở. Khi vào yết kiến Ngô Nguyên Tế, Bình được tặng rất nhiều quà quý. Khi trở về Bình Lư, Yến Bình báo với Lý Sư Đạo rằng Ngô Nguyên Tế hôn ám, dù đang bị tấn công nhưng lại suốt ngày đá cầu và chè chén với bọn thê thiếp nữ tì, không hề quan tâm đến chánh sự; còn dự báo rằng họ Ngô không bao lâu nữa sẽ diệt vong. Những lời nói này không vừa ý của Sư Đạo nên Sư Đạo tìm cách vu oan Yến Bình rồi giết chết ông ta. Sử gia Hồ Tam Tỉnh đời nhà Nguyên có đánh giá về việc này như sau:Một người có khả năng quan sát tỉ mỉ như Lưu Yến Bình hiển nhiên là có trí tuệ và kiến thức uyên thâm. Lý Sư Đạo đáng lẽ phải biết trọng dụng và đặt niềm tin vào ông thì mới có thể tự cứu được mình, đằng này lại vì chướng tai mà giết đi; thì tất nhiên ngày diệt vong của họ Lý cũng không còn xa nữa.
Năm 817, Vũ Ninh quân ở Dương Châu bắt đầu trưng binh từ hộ vệ của các thương đoàn Tân La tại Dương Châu. Trương Bảo Cao, Trịnh Niên và Thôi Võ Xươnng liền tham gia vào đội quân Vũ Ninh quân này. Một lần Vương Trí Hưng để các cánh quân Vũ Ninh đi trấn thủ phía bắc Dương Châu, bản thân Vương Trí Hưng thì dẫn vài tên lính tiến về Minh Châu. Lý Sư Đạo biết tin thì sai Yeom Mun dẫn quân đi bắt Vương Trí Hưng. Vương Trí Hưng nhanh chóng bị Yeom Mun đánh bại và bị bắt. Trương Bảo Cao, Trịnh Niên và Thôi Võ Xương được lệnh dẫn quân Vũ Ninh tập kích quân của Yeom Mun, cứu được Vương Trí Hưng về Dương Châu. Trương Bảo Cao, Trịnh Niên và Thôi Võ Xương đều được vua Đường Hiến Tông phong làm Thiếu tướng của Vũ Ninh quân, dưới quyền Vương Trí Hưng.

## Chống lại triều đình
Cuối năm 817, quân Đường do Lý Tố chỉ huy tiến vào Thái châu - trị sở của Chương Nghĩa quân, bắt sống và xử tử Ngô Nguyên Tế. Tin tức này lan đi khắp nơi, khiến Lý Sư Đạo và Vương Thừa Tông sợ hãi. Vương Thừa Tông dâng biểu lên triều đình xin dâng nộp hai châu Đức, Lệ và gửi hai con là Tri Cảm, Tri Tín vào triều làm con tin để tỏ ý quy thuận, triều đình nhà Đường chấp thuận. Trong khi đó ở Tri Thanh, Sư Đạo chiếm giữ khu vực Tề-Lỗ gồm 12 châu là Tri, Thanh, Tề, Hải, Đăng, Lai, Nghi, Mật, Tào, Bộc, Duyện, Vận; Lý Công Độ và Lý Anh Đàm khuyên Sư Đạo cắt ba châu Nghi, Mật và Hải cho triều đình và gửi con là Lý Hoằng Phương vào triều làm túc vệ, Sư Đạo ban đầu đồng tình. Vua Hiến Tông chấp thuận đề nghị này và cử Lý Tốn đến Bình Lư để thủ dụ Lý Sư Đạo.
Tuy nhiên trong lúc này, Lý Sư Đạo chỉ bàn việc cơ mật với vợ là Ngụy thị cùng bọn Hồ Duy Kham, Vương Tự Ôn, Dương Tái Thăng cùng thị thiếp Nguyên thị. Ngụy phu nhân không muốn đưa Lý Hoằng Phương đến Trường An nên nói với Sư Đạo rằng nếu cắt ba châu thì thế lực của Bình Lư sẽ suy yếu đi rất nhiều, lúc đó nếu triều đình sẽ tấn công nữa thì cắt đất có được gì? Nhưng nếu không nộp đất thì quân triều đình sẽ tấn công Bình Lư, lúc đó cứ chiến đấu hết sức, nếu không đánh được thì mới tính lại chuyện dâng đất. Lý Sư Đạo nghe theo lời đó, và còn dự định giết Lý Công Độ. Tuy nhiên do sự cầu xin của Giả Trực Ngôn nên Sư Đạo chỉ nhốt Công Độ vào ngục nhưng vẫn giết Lý Anh Đàm.
Khi Lý Tốn đến Bình Lư, Sư Đạo thoái thác việc nạp đất nhưng hứa gửi con tin. Lý Tốn cũng đoán biết được Sư Đạo không thực tâm, nên khi về kinh đã khuyên Hiến Tông phải dùng biện pháp mạnh. Ngay lúc đó Sư Đạo gửi biểu lên triều đình, nói rằng quân sĩ trong trấn bức ép ông không được dâng đất và gửi con tin. Hiến Tông được tin, vô cùng tức giận, hạ chiếu tước quan tước của Lý Sư Đạo, tập hợp binh ở các trấn Tuyên Vũ, Ngụy Bác, Nghĩa Thành, Vũ Ninh, Hoành Hải cùng tấn công Bình Lư. Ban đầu lực lượng triều đình gặp một số trở ngại và bị đánh bại nhiều trận.
Trương Bảo Cao khi đó nhiều lần dẫn binh đánh Lý Sư Đạo. Có lần, Trương Bảo Cao cùng Trịnh Niên cải trang thành lính của Lý Sư Đạo, trà trộn vào hàng ngũ của Lý Sư Đạo rồi làm nội ứng cho Vũ Ninh quân nhà Đường đánh bại một cánh quân của Lý Sư Đạo. Thấy Jami phu nhân liên tục gửi thư qua lại với Lý Sư Đạo, Trương Bảo Cao thu thập chứng cứ gửi Vương Trí Hưng buộc tội Jami phu nhân. Jami phu nhân nhanh chóng bị bắt đưa vào ngục. Binh bộ thị lang của nước Tân La là Kim Rihong đến Dương Châu báo với Vương Trí Hưng rằng vua Tân La Hiến Đức Vương vì vấn đề kinh tế nên không thể gửi quân chi viện nhà Đường đánh Lý Sư Đạo được. Jami phu nhân trong ngục nghe việc này liền nhờ Kim Rihong xin Vương Trí Hưng thả bà ta ra thì bà ta sẽ bỏ tiền trả hết chi phí cho quân Tân La chi viện nhà Đường đánh Lý Sư Đạo. Vương Trí Hưng đồng ý thả Jami phu nhân ra nhưng lệnh cho Trương Bảo Cao trục xuất Jami phu nhân khỏi Dương Châu nhà Đường. Không lâu sau đó quân Tân La được vua Tân La Hiến Đức Vương phái đến đến giúp quân đội nhà Đường cùng đánh Lý Sư Đạo. Thương đoàn Lý Đạo Hình đang trên đường đi mua lương thực, vũ khí cho quân đội Lý Sư Đạo thì bị một cánh quân Vũ Ninh bắt giữ. Nhưng Yeom Mun đã dẫn quân của Lý Sư Dạo đến đánh tan cánh quân Vũ Ninh đó, cứu được Lý Đạo Hình về.
Mùa đông năm 818, Tiết độ sứ Ngụy Bác Điền Hoành Chánh cho quân vượt Hoàng Hà và áp sát Vận châu thì quyền chủ động trên chiến trường đã rơi vào tay liên quân. Tin thất bại lũ lượt bay về Vận châu, nhưng Lý Sư Đạo đều không muốn nghe. Tiết độ sứ Vũ Ninh Lý Tố chiếm được Kim Hương, các tướng sĩ dưới quyền không ai dám thông báo việc này cho Sư Đạo vì sợ bị giết, cho nên Sư Đạo đến lúc chết vẫn không biết là Kim Hương đã mất. Binh sĩ trong trấn cho rằng thất bại ngày hôm nay là do Lý Văn Hội mà ra, nên Sư Đạo đuổi Văn Hội ra khỏi phủ. Thấy Lý Sư Đạo sẽ bị đánh bại trong nay mai, Yeom Mun khuyên thương nhân Tân La là Lý Đạo Hình dẫn thương đoàn rời Lý Sư Đạo đi trước.
Lúc này Trương Bảo Cao cùng Trịnh Niên, Thôi Võ Xương nhân lúc Lý Sư Đạo đi Bộc châu, đại bản doanh ở Sơn Đông lơ là phòng bị thì dẫn quân Vũ Ninh (gồm người Tân La và người nhà Đường) lên bờ từ Lưu Tam Phố, đánh vào bản doanh Lý Sư Đạo. Yeom Mun ở doanh trại Lý Sư Đạo cố gắng chống trả Vũ Ninh quân, nhưng sau thấy không chống nổi thì bỏ đi tìm Lý Đạo Hình. Đại bản doanh của Lý Sư Đạo bị Trương Bảo Cao đánh chiếm.

## Bị phản bội và qua đời
Đầu năm 819, quân Bình Lư liên tiếp thất bại ở Khảo Thành, Ngư Thai, Đông A, Dương Cố, Đông Hải,... tổn hại hơn 10.000 người; hai châu Hải, Nghi sắp mất. Sư Đạo được tin, cho phòng bị kĩ càng ở Vận châu, bắt dân chúng đi lính xây thành và phục dịch khiến nhiều người oán hận. Khi đó Đô tri binh mã sử Lưu Ngộ nắm quyền chỉ huy phần lớn quân Bình Lư đối đầu với triều đình, có hơn 10.000 người đóng ở Dương Cốc. Lưu Ngộ khoan dung, nhân ái với các binh sĩ nên được họ ủng hộ gọi là Lưu phụ. Tuy nhiên khi lực lượng của Điền Hoằng Chánh vượt sông, Lưu Ngộ không có phòng bị nên bị đánh bại. Có kẻ tả hữu gièm pha với Sư Đạo rằng Lưu Ngộ không tu quân pháp mà lo lấy lòng người, sợ sau này sinh biến. Do đó Sư Đạo triệu Lưu Ngộ về Vận châu, có ý giết đi. Tuy nhiên có kẻ khác nói rằng trong tình thế như vậy mà giết tướng bên ngoài sẽ khiến quân tình hoang mang, nên Lý Sư Đạo bỏ ý định này, sau một tuần giam giữ đã thả cho Lưu Ngộ trở về và còn ban thưởng hậu hĩnh cho ông ta. Con trai Lưu Ngộ là Lưu Tòng Gián hiện làm túc vệ cho Lý Sư Đạo, thường chơi thân với bọn tùy tùng, do đó biết được ý định của Sư Đạo và thông báo cho phụ thân. Từ đó Lưu Ngộ bắt đầu có ý đề phòng Sư Đạo.
Lưu Ngộ trở về Dương Cốc, bắt đầu bố trí phòng bị. Lúc này Sư Đạo lại muốn giết Lưu Ngộ nữa, nên vào ngày 7 tháng 3 năm 819 đã sai hai sứ giả đến quân doanh, gặp Hành doanh binh mã phó sứ Trương Xiêm dặn ông này lấy thủ cấp của Lưu Ngộ rồi trở về phục mệnh, hứa sẽ cho thống lĩnh quân của Lưu Ngộ. Tuy nhiên Trương Xiêm vốn thân thiết với Lưu Ngộ, đã thông báo việc này cho Ngộ. Ngộ sau khi biết được tin liền cho bắt hai sứ giả rồi giết đi. Vào đêm hôm đó, Lưu Ngộ triệu tập quân sĩ đến, khóc mà nói rằng Sư Đạo muốn giết mình và nói rõ ý định bí mật đánh vào Vận châu, giết Sư Đạo rồi sau đó đầu hàng triều đình nhà Đường. Binh mã sử Triệu Thùy Cức tỏ ra do dự, Ngộ bèn sai giết đi; lại giết những ai có ý chần chừ, được hơn 30 người đều phơi thây ở trướng tiền. Bọn tướng còn lại biết nói gì nữa ngoài việc tuân mệnh.
Lập tức hành quân ngay trong đêm, không dùng đèn đuốc, đi trong tĩnh lặng, gặp người đi đường thì bắt giữ. do đó không ai biết được. Sáng sớm ngày 8 tháng 3, quân của Lưu Ngộ tiến đến trước thành Vận châu, nói rằng phụng mệnh vào thành. Bọn quân giữ thành không đồng ý cho vào, Lưu Ngộ vẫn phá cửa mà vào, quân giữ thành đầu hàng. Bấy giờ Tử Thành đã mở, còn Nha Thành vẫn cố thủ; Lưu Ngộ cho phóng hỏa rồi nhân lúc hoảng loạn phá cửa mà tiến vào. Nha binh chỉ còn hơn trăm người, không thể chống lại lực lượng Lưu Ngộ. Sư Đạo cùng hai con trốn dưới gầm giường, quân của Lưu Ngộ phát hiện ra được. Lưu Ngộ có ý để cho Sư Đạo tự tận, nên sai người đến nhắn rằng:
Ngộ phụng chiếu áp giải Tư không đến triều, nhưng Tư không còn mặt mũi nào mà gặp thiên tử nữa đây.
Sư Đạo vẫn muốn gặp Lưu Ngộ, con là Hoằng Phương biết là không thể thoát chết nên nói rằng:
Sự việc đã thế này, chết nhanh nhiều khi lại hơn.
Ba cha con Lý Sư Đạo nhanh chóng bị Lưu Ngộ bắt đi. Khi đó Trương Bảo Cao thống lĩnh quân lính gốc Tân La và quân lính nhà Đường dẹp tan đạo quân còn lại của Lý Sư Đạo tại căn cứ là phiên trấn Bình Lư ở Sơn Đông. Đến Vận châu, Trương Bảo Cao nghe nói Lưu Ngộ đã bắt Lý Sư Đạo thì Trương Bảo Cao tìm gặp Lý Sư Đạo. Lý Sư Đạo nói với Trương Bảo Cao rằng tổ tiên ông là người Cao Ly, ông nổi dậy chống lại nhà Đường cũng vì mở mang lãnh thổ cho Cao Ly (quốc gia ở Liêu Đông) và khuyên Trương Bảo Cao là người Tân La thì đừng làm chó săn cho nhà Đường nữa (sau này Trương Bảo Cao từ chối chức vụ Đại tướng Vũ Ninh quân của nhà Đường, tích cực làm thương mại, dẹp hải tặc ở bờ biển tây nam Tân La, mở ra mạng lưới mậu dịch trên biển giữa nhà Đường, Tân La và Nhật Bản).
Sau đó ba cha con Lý Sư Đạo đều bị Lưu Ngộ cho chém đầu. Ngộ sai quân tuần tra các phố, nghiêm cấm cướp bóc, rồi triệu tập quân dân đến cầu tràng mà úy dụ, tình hình nhanh chóng yên ổn trở lại. Lại xử tử bọn đồng mưu với Sư Đạo hơn 10 nhà; sau đó giao thủ cấp ba cha con Sư Đạo cho Điền Hoằng Chánh. Xác của Sư Đạo ban đầu không ai dám lượm lấy để an táng, mãi về sau có Sĩ Anh Tú đứng ra làm việc đó. Vua Đường Hiến Tông hạ chiếu chia Bình Lư thành ba phần: ba châu Vận, Tào, Bộc giao cho Mã Tổng; năm châu Tri, Thanh, Tề, Đăng, Lai vẫn gọi là trấn Bình Lư, giao cho Tiết Bình, 4 châu Nghi, Hải, Duyện, Mật giao cho Vương Toại. Vua Đường Hiến Tông chia nhỏ trấn Bình Lư làm ba phần như thế là để dễ dàng khống chế, Lưu Ngộ được phong làm Tiết độ sứ Nghĩa Thành. Vua Đường Hiến Tông bắt Ngụy phu nhân và con út của Sư Đạo làm phục dịch trong cung, anh em họ của Sư Đạo đều bị lưu đày. Mã Tổng cho an táng Lý Sư Đạo theo lễ văn nhân. Gia tộc họ Lý gốc Cao Ly cai trị đất Tề-Lỗ từ năm 766 đến 819, tổng cộng 53 năm. 12 châu Tri, Thanh được bình định, trở về với nhà Đường.